# Бёрнс, Артур
Артур Фрэнк Бёрнс (англ. Arthur Frank Burns; 27 апреля 1904 года, Станислав, Королевство Галиции и Лодомерии, Австро-Венгрия — 26 июня, 1987, Балтимор, США) — американский экономист и дипломат.

## Биография
Артур Фрэнк Бёрнс родился в 1904 году в Станиславе в обычной еврейской семье. Родителями Бёрнса были Сара Юран и Натан Бернсайг, работавший маляром. В 1914 году семья эмигрировала в США, в штат Нью-Джерси, где отец устроился строительным подрядчиком.
Артур поступил в Колумбийский университет на экономический факультет, подрабатывая студентом в качестве разносчика почты, суфлёра и продавца. В 1925 году получил степени бакалавра и магистра. В 1934 году в этом же университете он получил степень доктора экономики. В 1927—1943 годах преподавал в Ратгерском университете, где оказал влияние на обучавшегося там Милтона Фридмана. С 1945 профессор Колумбийского университета. В 1933 году начал работать в Национальном бюро экономических исследований.
Совмещал научные исследования с управленческой и государственной деятельностью. Возглавлял различные научные и государственные учреждения: в 1953—1956 годах — Совет экономических консультантов, в 1959 году — Американскую экономическую ассоциацию, в 1961 году — Академию политических наук, в 1967 году — Национальное бюро экономических исследований, в 1969—1970 годах был советником президента США Ричарда Никсона по внутренним экономическим проблемам. В 1970—1978 годах председатель Совета управляющих Федеральной резервной системы.
В 1981—1985 годах был послом США в ФРГ, награждён орденом «За заслуги перед Федеративной Республикой Германия».
В экономической науке известен благодаря своим исследованиям циклов деловой активности.
В 1930 женился на преподавателе Хелен Бернстейн, в их семье было два сына.
Умер в 1987 году от болезни сердца.

## Основные труды
- Production Trends in the United States Since 1870. New York: National Bureau of Economic Research, 1934
- Measuring Business Cycles, 1946 (совместно с У. К. Митчеллом)
- The frontiers of economic knowledge, 1954
- Prosperity without inflation, 1958
- The management of prosperity, 1966